# Justicia cubana
Justicia cubana är en akantusväxtart som beskrevs av Brother Alain. Justicia cubana ingår i släktet Justicia och familjen akantusväxter. Inga underarter finns listade i Catalogue of Life.